# Моят чичо Осуалд
„Моят чичо Осуалд“ (на английски: My Uncle Oswald) е роман за възрастни от Роалд Дал. Главен герой е чичо Осуалд – персонаж изиграл главна роля в два от предишните разкази на автора.
Романът е публикуван за първи път през 1979 г. На български е издаден през 2004 г. в превод на Валентина Ставрева.

## Сюжет
В своите дневници Осуалд разказва как е натрупал богатството си. Младият Осуалд открива най-силния афродизиак на света — т. нар. „суданска муха“ и с приготвените таблетки за потентност, които продава скъпо, успява да се замогне. Амбициозният младеж постъпва в Кеймбридж през 1913 година. Когато неговият преподавател по химия, професор А. Уърсли му разказва за своите научни разработки, Осуалд измисля план как да натрупат огромно състояние. Осуалд инжектира мощния афродизиак в шоколадови бонбони на известната фирма „Престат“ (Prestat) в Лондон. Той привлича като съучастница чаровната студентка Ясмин и с помощта на бонбоните тя успява да прелъсти редица мъже. Планът на Осуалд е да продава скъпо тяхната семенна течност на жени, които биха искали да имат дете от монарх или от гений. Спермата е събирана чрез презервативи и съхранявана по специален метод, разработен от професор Уърсли, който също е посветен в плана.
Макар не всички опити да вземе мостри са сполучливи, Ясмин прелъстява:
- Алфонсо XIII, крал на Испания
- Пиер-Огюст Реноар, френски художник
- Клод Моне, френски художник
- Игор Стравински, руски композитор
- Пабло Пикасо, испански художник
- Анри Матис, френски художник
- Марсел Пруст, френски писател
- Вацлав Нижински, руски балетист и хореограф от полски произход
- Джеймс Джойс, ирландски писател и поет
- Пиер Бонар, френски художник
- Жорж Брак, френски художник
- Д. Х. Лорънс, британски писател
- Джакомо Пучини, италиански композитор
- Сергей Рахманинов, руски композитор, диригент и пианист
- Зигмунд Фройд, австрийски невролог и психотерапевт, основател на психоанализата
- Алберт Айнщайн, немски физик–теоретик от еврейски произход
- Томас Ман, немски писател
- Джоузеф Конрад, британски романист от полски произход
- Х. Д. Уелс, британски писател
- Ръдиърд Киплинг, британски писател и поет
- Артър Конан Дойл, британски писател, създател на Шерлок Холмс
- Джордж Бърнард Шоу, британски драматург,

както и още осем европейски монарси, сред които цар Борис от България. При опита си да съблазни краля на Норвегия Хоокон, Ясмин изяжда неволно бонбона, предназначен за него и след последвалата бурна сцена, бива изхвърлена от двореца.
След известно неразбирателство между съучастниците, Ясмин и професор Уърсли изненадващо се женят и избягват с всички събрани проби, като оставят на Осуалд само тези от Пруст.
Осуалд не се обезкуражава, а за няколко години успява да завладее напълно пазара на суданска муха в Судан и да започне масово производство на таблетки за потентност, които разпространява тайно по цял свят. Бизнесът процъфтява и осигурява на Осуалд желаното богатство.